# Empoasca semanta
Empoasca semanta är en insektsart som beskrevs av Davidson och Delong 1943. Empoasca semanta ingår i släktet Empoasca och familjen dvärgstritar. Inga underarter finns listade i Catalogue of Life.